# Tom Cross (homme politique)
 (novembre 2021).
Pour les articles homonymes, voir Tom Cross (homonymie) et Cross.
Tom Cross, né le 31 juillet 1958 à Nashville, est un homme politique américain, membre du parti républicain, membre de la Chambre des Représentants de l'Illinois entre 1993 et 2015 et leader de la minorité républicaine entre 2002 et 2013.